# جوینا
جوینا (به پرتغالی: Juína) یک منطقهٔ مسکونی در برزیل است که در ماتو گروسو واقع شده‌است. جوینا ۲۶٬۲۵۱٫۲۷۶ کیلومتر مربع مساحت و ۴۱٬۱۰۱ نفر جمعیت دارد و ۴۴۲ متر بالاتر از سطح دریا واقع شده‌است.